# Philippe de Chauveron
Pour les articles homonymes, voir Chauveron.
Philippe de Chauveron est un réalisateur et scénariste français né le 15 novembre 1965 à Paris. Il est membre de l'ancienne famille noble de Chauveron.

## Biographie
Il est diplômé en 1986 de l'École supérieure d'études cinématographiques.
Il est l'auteur de plusieurs comédies dont la plus connue Qu'est-ce qu'on a fait au Bon Dieu ? avec Christian Clavier totalisant plus de 12 millions d'entrées. Son frère, Marc de Chauveron, est coscénariste de plusieurs de ses films.

## Réception critique
Alors qu'en France et en Europe,, il est l'un des réalisateurs les plus performants depuis le début du XXIe siècle, aux États-Unis, ses entreprises sont classées comme controversées, ont des critiques extrêmement faibles, ou ne trouvent même pas de distributeur. Cela s'explique par le fait que ses films sont accusés de racisme, de se moquer des immigrés et d'être politiquement incorrects.
Certains de ses films utilisent régulièrement des mots (par exemple « the N-Word ») et des images que la population majoritaire aux États-Unis ne pourrait pas se permettre de prononcer, ou encore des blagues sur Israël pour dénoncer qu’il ne sont pas chez eux sur le territoire. La Fédération américaine des enseignants, par exemple, interdit littéralement l'utilisation de ces mots et de ces images. Il est donc envisagé de refaire certains de ses films pour les rendre plus acceptables pour le public américain.

## Filmographie

### Réalisateur
- 1989 : Gros (court-métrage, coréalisation avec Emmanuel Silvestre)
- 1999 : Les Parasites
- 2005 : L'Amour aux trousses
- 2011 : L'Élève Ducobu
- 2012 : Les Vacances de Ducobu
- 2014 : Qu'est-ce qu'on a fait au Bon Dieu ?
- 2016 : Débarquement immédiat !
- 2017 : À bras ouverts
- 2019 : Qu'est-ce qu'on a encore fait au Bon Dieu ?
- 2021 : Qu'est-ce qu'on a tous fait au Bon Dieu ?

### Scénariste
- 1995 : Dans la Cour des grands de Florence Strauss
- 1995 : Les Truffes de Bernard Nauer
- 1999 : Les Parasites
- 2003 : La Beuze de François Desagnat et Thomas Sorriaux
- 2005 : L'Amour aux trousses
- 2009 : Neuilly sa mère de Gabriel Julien-Laferrière
- 2011 : L'Élève Ducobu
- 2012 : Les Vacances de Ducobu
- 2012 : Les Seigneurs d'Olivier Dahan
- 2014 : Qu'est-ce qu'on a fait au Bon Dieu ?
- 2019 : Qu'est-ce qu'on a encore fait au Bon Dieu ?
- 2021 : Qu'est-ce qu'on a tous fait au Bon Dieu ?